# Paracyatholaimus parasaveljevi
Paracyatholaimus parasaveljevi är en rundmaskart. Paracyatholaimus parasaveljevi ingår i släktet Paracyatholaimus, och familjen Cyatholaimidae. Arten är reproducerande i Sverige.